# Svatý Petr ze Slivice
Socha sv. Petra pochází z kostela sv. Petra v osadě Slivice obce Milín v okrese Příbram, poprvé zmíněného v rejstříku papežského desátku (1352). Patří k raným dílům Mistra Krumlovské madony a je vystavena jako zápůjčka ve stálé expozici Národní galerie v Praze.

## Popis a zařazení
Socha z doby kolem roku 1395 je vysoká 91,5 cm. Je zhotovena ze pražské zlaté opuky, se stopami polychromie a zlacení. Postavě chybí obvyklé atributy (např. klíče), ale o identitě sv. Petra svědčí typika tváře i původní umístění sochy v kostele sv. Petra.  Figura je znázorněna v kontrapostu, s bohatou drapérií, která tvoří hluboké příčné záhyby a vertikální řasení a stírá tělesné proporce. Naturalistická stařecká tvář a detaily rukou kontrastují s vlasy a vousy, stylizovanými do šnekovitých záhybů. Individualizace výrazu tváře navazuje na starší náhrobky parléřovské huti, ale v souladu s tendencemi krásného slohu je její výraz idealizovanější a v postoji figury se projevuje odevzdanost. Typově i např. tvarem límce má socha blízko k postavě sv. Bartoloměje na deskovém obraze následovníka Mistra Třeboňského oltáře, Madona mezi sv. Bartolomějem a sv. Markétou (kolem 1400). ,
Socha  sv. Petra reprezentovala české gotické umění na světových výstavách v Paříži a Montrealu. Jde o typickou ukázku krásného slohu, který se vyznačuje napětím mezi idealismem a naturalismem a forma v něm postupně nabývá stejného významu jako obsah.  Za východisko slohu je považována svatovítská parléřovská huť, kde lze shodné znaky nalézt v náhrobcích českých králů, u bust v triforiu katedrály nebo v případě sochy sv. Václava, jejímž autorem je pravděpodobně Jindřich IV. Parléř.
Pro pražskou produkci na přelomu 14. a 15. století je charakteristickým materiálem opuka, těžená v lomech na Bílé Hoře a v Přední Kopanině . Tento kámen si krátce po vylomení uchovává vlhkost a měkkost a umožňuje velmi detailní zpracování řezbářskými nástroji. Na základě rozboru materiálu tak lze určit pražskou provenienci četných sochařských děl exportovaných z Čech do Slezska, Rakouska či Porýní. V době slabé vlády Václava IV. se stal hlavním objednavatelem těchto náročných výtvarných děl pražský arcibiskup a také přední šlechtické rody. Sochy krásného slohu byly pro jejich stylizovanou krásu předmětem vzrůstající kritiky reformátorů církve v době před vypuknutím husitských bouří a velká část se stala obětí obrazoborectví.

### Příbuzná díla
- Madona plzeňská
- Madona Krumlovská
- Madona z Halstattu
- Sv. Kateřina z Jihlavy
- Šternberská madona[5]
- Konzola Mojžíše, Toruň
- Parléřovské náhrobky v chrámu sv. Víta
- Klanění tří králů ve sv. Štěpánu ve Vídni

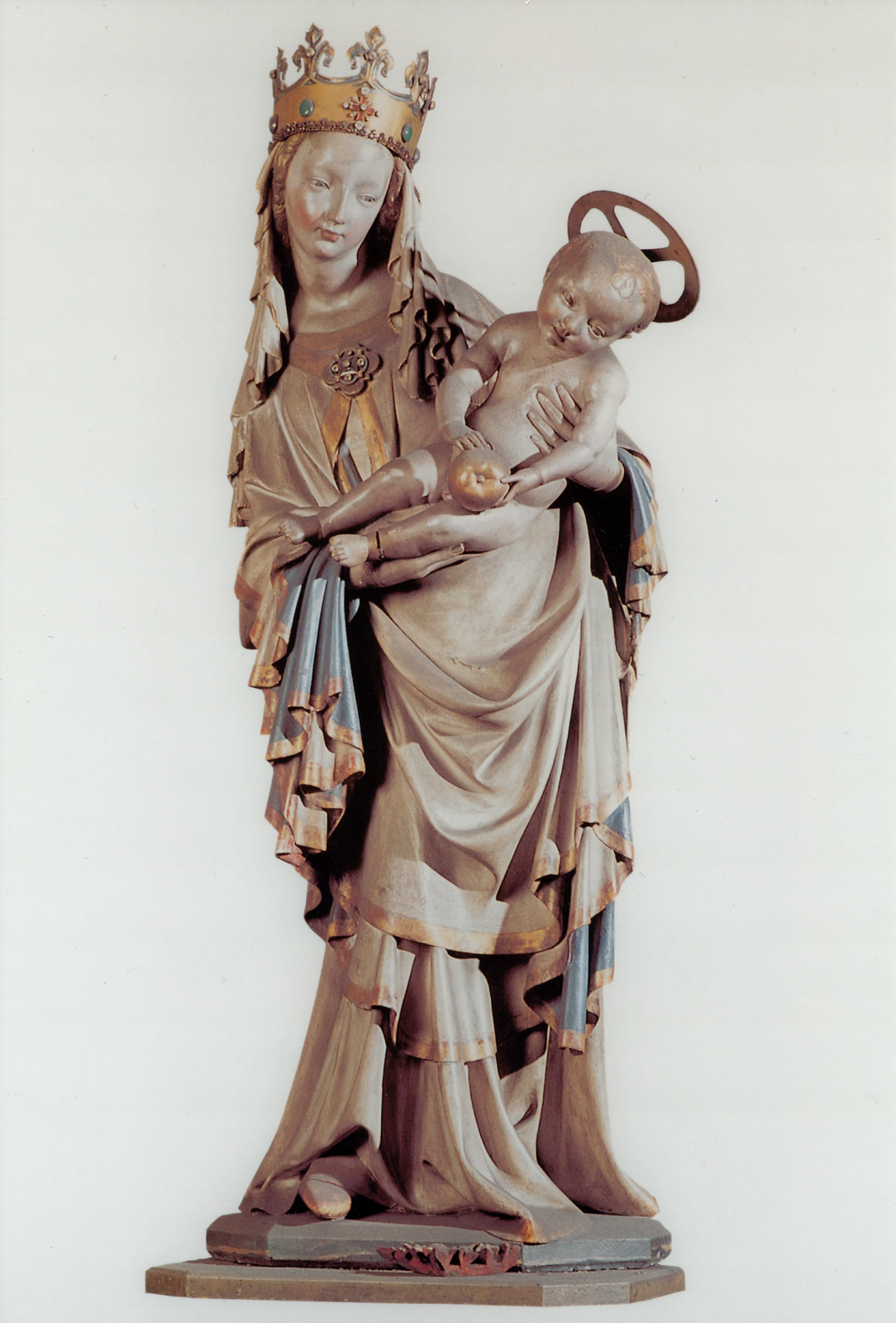
Plzeňská madona (1380-1384)
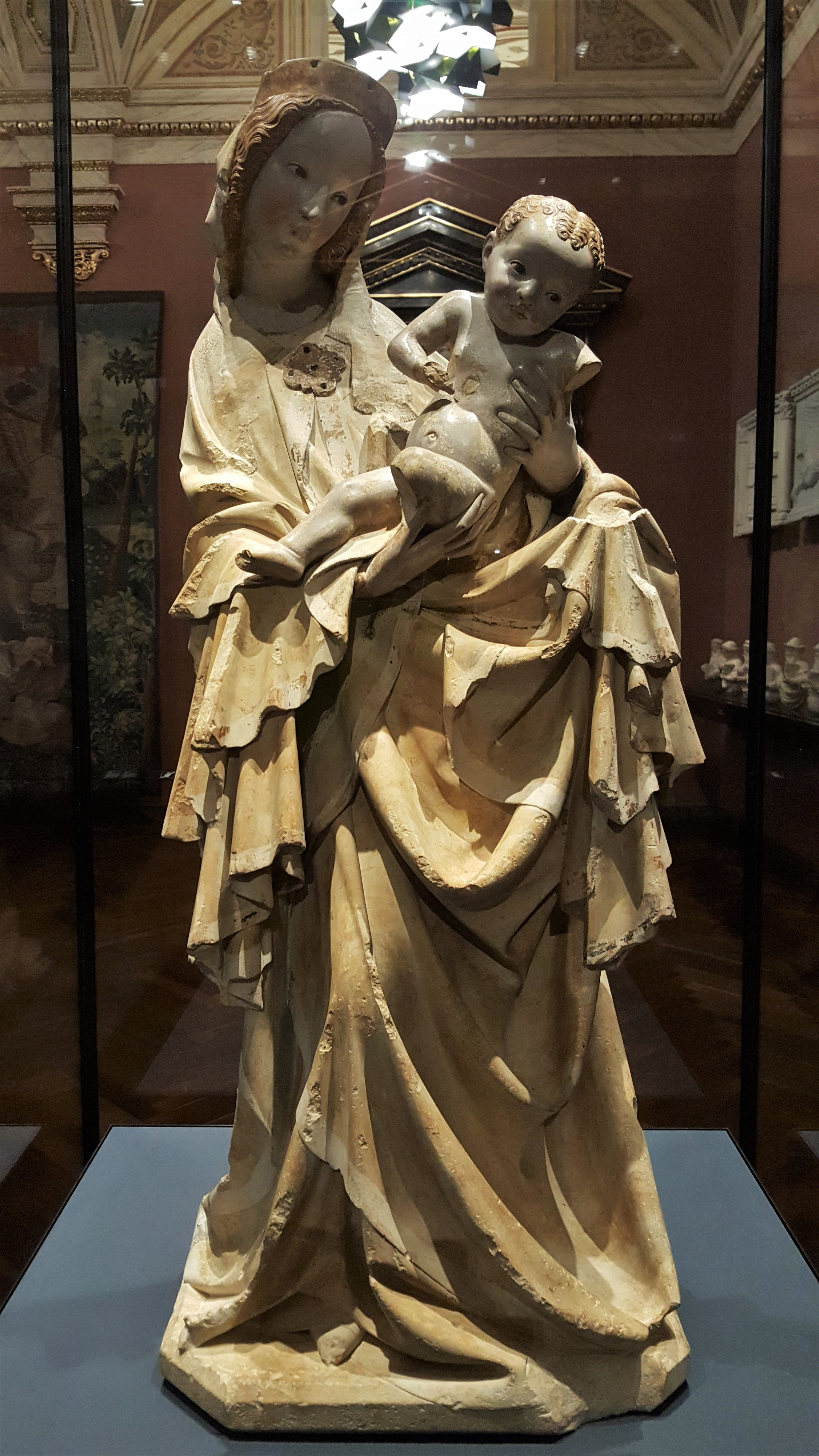
Krumlovska madona
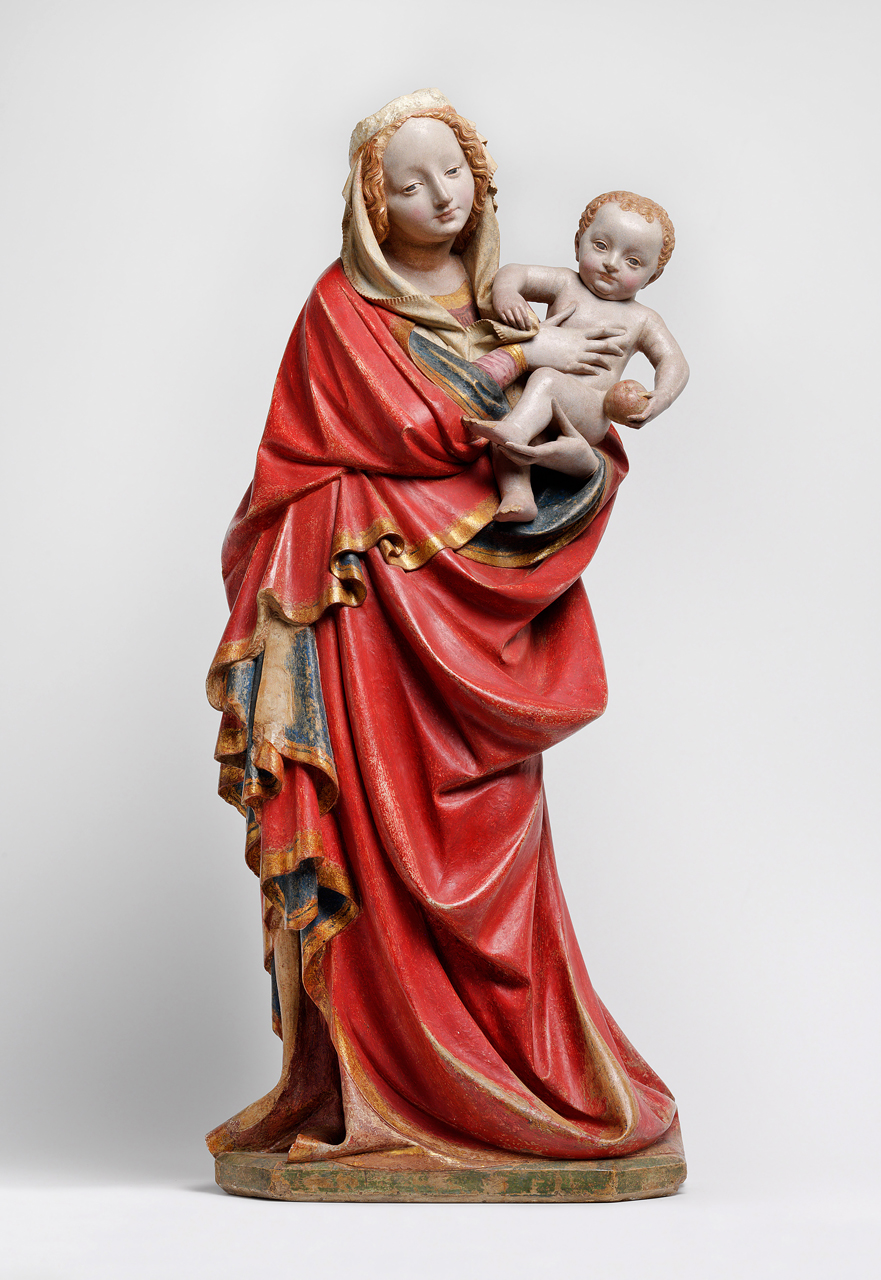
Šternberská Madona, Muzeum umění Olomouc
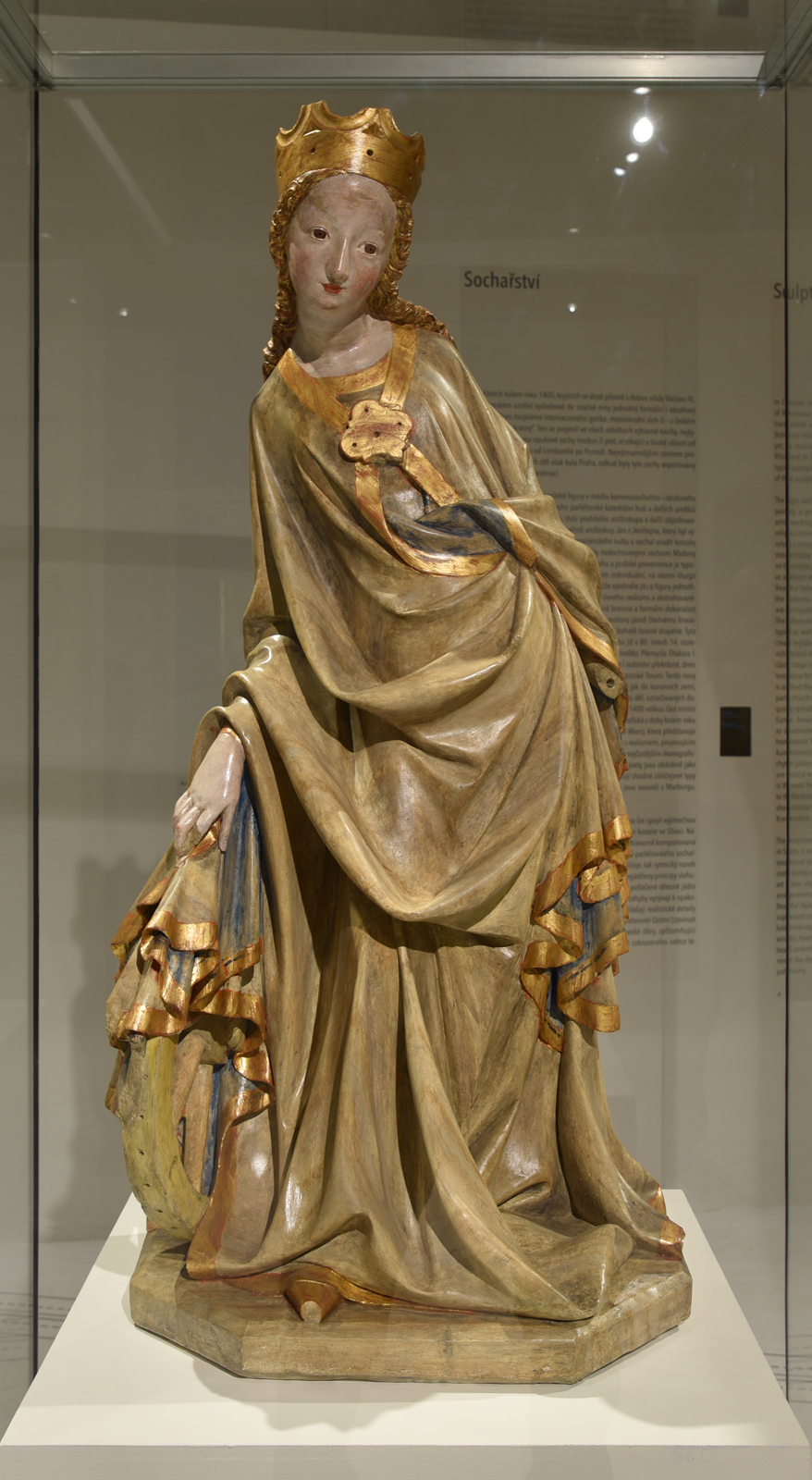
Sv. Kateřina z Jihlavy (kopie)